# مايك رايت (لاعب كرة قاعدة)
مايك رايت (بالإنجليزية: Mike Wright)‏ هو لاعب كرة قاعدة أمريكي، ولد في 3 يناير 1990 في بينتسفيل في الولايات المتحدة.

## وصلات خارجية
- مايك رايت على موقع دوري كرة القاعدة الرئيسي (الإنجليزية)
- مايك رايت على موقع دوري كوريا الجنوبية لكرة القاعدة (الإنجليزية)
- مايك رايت على موقعبيزبول رفرنس.كوم (الدوري الرئيسي) (الإنجليزية)
- مايك رايت على موقعبيزبول رفرنس.كوم (الدوري الثانوي) (الإنجليزية)
- مايك رايت على موقع إي إس بي إن.كوم (أم.أل.بي) (الإنجليزية)
- مايك رايت على موقع مشجعي الرسوم البيانية (الإنجليزية)